# Die Heirat (Oper)
Die Heirat (russisch Женитьба Schenitba) ist das Fragment einer Oper von Modest Mussorgski nach Motiven der gleichnamigen Komödie von Nikolai Gogol aus dem Jahre 1868. Den Entwurf der Oper hatte Mussorgski dem Kunstkritiker Stassov zugeeignet. Den Anstoß zu dieser Oper gaben ihm der Komponist Alexander Dargomyschski und der Musikkritiker César Cui.
Die Oper handelt von der Heirat eines russischen Paares. Der eitle und charakterschwache Podkolesin wird von seinem energischen Freund Kočkarev mit Gewalt zur Heirat der anmutigen Fekla Ivanovna angetrieben. Die vierte Person ist Podkolesins Diener Stepan.
Mussorgski wollte, dass die Menschen sich auf der Bühne genau wie gewöhnliche Menschen ausdrücken, so dass auch die Musik die unterschiedlichen Charaktere und Verhaltensweisen dieser vier Personen widerspiegeln sollte. Im Hinblick auf diesen angestrebten Realismus kommt dieser Oper Dmitri Schostakowitschs Oper Die Nase am nächsten.